# راس اسپانو
وینسنت راس اسپانو (زاده ۱۶ ژوئیه ۱۹۶۶) یک سیاستمدار آمریکایی است که به عنوان نماینده ایالات متحده از حوزه انتخابیه پانزدهم فلوریدا  خدمت می‌کرد. این ناحیه از لیکلند تا حومه شمال شرقی تامپا امتداد دارد. او که یک جمهوری‌خواه بود، برای اولین بار در انتخابات ۲۰۱۸ به کنگره راه یافت. او در انتخابات ۲۰۲۰ مجدداً نامزد شد اما در انتخابات مقدماتی جمهوری خواهان شکست خورد.
راس اسپانو در تامپا به دنیا آمد و در حال حاضر در نزدیکی دوور زندگی می‌کند. او از دبیرستان براندون فارغ‌التحصیل شد. او بعداً در دانشگاه فلوریدا جنوبی، جایی که در سال ۱۹۹۴ با مدرک لیسانس در تاریخ فارغ‌التحصیل شد.
اسپانو یک باپتیست است.